# Marek Ujlaky
Marek Ujlaky (Zeleneč, 26 maart 1974) is een voormalig profvoetballer uit Slowakije. Hij speelde als aanvallende middenvelder in Slowakije en Tsjechië gedurende zijn carrière. In 2009 beëindigde hij zijn actieve loopbaan.

## Interlandcarrière
Ujlaky kwam in totaal 39 keer (twee doelpunten) uit voor het Slowaaks voetbalelftal in de periode 1995-2001. Hij maakte zijn debuut op 22 februari 1995 in de vriendschappelijke wedstrijd in Fortaleza tegen Brazilië, die met 5-0 werd verloren. Ujlaky trad in dat duel na 59 minuten aan als vervanger van de latere bondscoach Vladimír Weiss.
| Interlanddoelpunten | Interlanddoelpunten | Interlanddoelpunten   | Interlanddoelpunten | Interlanddoelpunten | Interlanddoelpunten | Interlanddoelpunten |
| #                   | Datum               | Locatie               | Tegenstander        | Goal(s)             | Uitslag             | Wedstrijd           |
| ------------------- | ------------------- | --------------------- | ------------------- | ------------------- | ------------------- | ------------------- |
| 1                   | 11 oktober 1995     | Bratislava, Slowakije | Polen               | 78'                 | 4–1                 | EK-kwalificatie     |
| 2                   | 27 maart 1996       | Bratislava, Slowakije | Wit-Rusland         | 61'                 | 4–0                 | Oefeninterland      |

## Erelijst
Spartak Trnava
- Slowaakse beker

1996, 2006